# 延祐
延祐（えんゆう）は、中国・元の仁宗アユルバルワダの治世で用いられた元号。1314年 - 1320年。
- 元年1月22日：改元。
- 7年12月1日：帝位継承した英宗シデバラが翌年より「至治」に踰年改元の詔を下す。

## 西暦・干支との対照表
| 延祐 | 元年   | 2年    | 3年    | 4年    | 5年    | 6年    | 7年    |
| 西暦 | 1314年 | 1315年 | 1316年 | 1317年 | 1318年 | 1319年 | 1320年 |
| 干支 | 甲寅   | 乙卯   | 丙辰   | 丁巳   | 戊午   | 己未   | 庚申   |

| 前の元号 皇慶 | 中国の元号 元 | 次の元号 至治 |